# Sindicato de Empleados Públicos de San Juan/Saison 2016
Dieser Artikel listet Erfolge und Fahrer des Radsportteams Sindicato de Empleados Públicos de San Juan in der Saison 2016 auf.

## Erfolge in der UCI America Tour
| Datum    | Rennen                                | Kat. | Fahrer         |
| -------- | ------------------------------------- | ---- | -------------- |
| 25. März | 8. Etappe Vuelta Ciclista del Uruguay | 2.2  | Laureano Rosas |

## Nationale Straßen-Radsportmeister
| Datum     | Rennen                                               | Fahrer             |
| --------- | ---------------------------------------------------- | ------------------ |
| 15. April | Argentinische Meisterschaft – Einzelzeitfahren (U23) | Emiliano Contreras |
| 15. April | Argentinische Meisterschaft – Einzelzeitfahren       | Laureano Rosas     |

## Abgänge – Zugänge
| Zugänge            | Team 2015            | Abgänge                        | Team 2016 |
| ------------------ | -------------------- | ------------------------------ | --------- |
| Emiliano Contreras |                      | Fabian Tello                   | unbekannt |
| Gonzalo Najar      |                      | Lucas Lopardo                  | unbekannt |
| Lionel Biondo      |                      | Franco Lopardo                 | unbekannt |
| Andrei Sartassow   | San Luis Somos Todos | Alejandro Emanuel Sanchez      | unbekannt |
| Wolfgang Burmann   |                      | Matias Roberto Saavarda        | unbekannt |
| Matias Arriagada   |                      | Maximiliano Ezequiel Navarrete | unbekannt |
| Emiliano Ibarra    |                      |                                |           |

## Mannschaft
| Teamkader 2016                            | Teamkader 2016     | Teamkader 2016 | Teamkader 2016              |
| Name                                      | Geburtsdatum       | Land           | Vorheriges Team             |
| ----------------------------------------- | ------------------ | -------------- | --------------------------- |
| Matías Arriagada                          | 28. September 1995 | Chile          |                             |
| Lionel Biondo                             | 2. Dezember 1989   | Argentinien    |                             |
| Wolfgang Burmann                          | 10. Februar 1991   | Chile          |                             |
| Emiliano Contreras                        | 1. Juli 1994       | Argentinien    |                             |
| Darío Díaz                                | 13. Juli 1981      | Argentinien    |                             |
| Emiliano Ibarra                           | 20. Januar 1982    | Argentinien    |                             |
| Gastón Javier                             | 3. Juli 1993       | Argentinien    |                             |
| Mauricio Muller                           | 20. Oktober 1981   | Argentinien    |                             |
| Gonzalo Najar                             | 27. November 1993  | Argentinien    |                             |
| Elias Pereyra                             | 31. Mai 1989       | Argentinien    |                             |
| Ignacio Pérez                             | 31. Januar 1987    | Argentinien    |                             |
| Laureano Rosas                            | 23. August 1990    | Argentinien    |                             |
| Andrei Sartassov (1. Jan.–31. Mär.)       | 10. November 1975  | Chile          | San Luis Somos Todos (2015) |
|                                           |                    |                |                             |
| Quellen: ProCyclingStats Cycling Archives |                    |                |                             |